# Ischgl
Ischgl este o comună cu cca 1.600 de locuitori în landul Tirol, Austria. Localitatea este la o altitudinea de 1377 m deasupra n.m. pe valea Paznaun între munții Silvretta și Verwall. Ischgl a devenit cunoscută prin pârtiile de schi din regiune și regiunea apropiată Samnaun din Elveția.

## Vara
Vara, Ischgl devine un loc preferat pentru mountain bikeri deoarece majoritatea partiilor devin piste pentru biciclete. O parte din instalațiile de transport pe cablu funcționează vara si pot fi folosite și de turiștii care aleg să se plimbe cu bicicleta.

## Iarna

Panorama din Ischgl Pardorama

Panorama din Ischgl Idalp

Ischgl are în total peste 238 km de pârtii amenajate, 44 instalații de transport pe cablu și 900 tunuri de zăpadă.